# Зоя Карбонопсина
Зоя Карбонопсина (*Ζωή Καρβωνοψίνα, д/н —після 919) — візантійська імператриця. Прізвисько перекладається як «Вугільноока».

## Життєпис
Походила зі знатного роду. Була небогою впливового друнгарія (командувача флотом) Гімерія. У 902 або 903 році стає коханкою імператора Лева VI. Доволі швидко Зоя здобула значний вплив на свого коханця. У 905 році народила сина Костянтина, який вважався бастардом, хоч і був єдиним спадкоємцем імператора. Лише в січні 906 року Костянтин був охрещений, а у квітні Лев і Зоя були повінчані в церкві незважаючи на протести патріарха Миколая Містика, оскільки четвертий шлюб був заборонений церквою (до того Лев VI був тричі одружений). Тому патріарха Миколая було скинуто з посади, замість якого обрано Євфімія I, що визнав цей шлюб імператора.
У 912 році після смерті чоловіка новий імператор Олександр запроторив Зою до монастиря та повернув патріаршу посаду Миколаю Містику. У 913 році після смерті імператора Олександра Зоя спробувала повернутися до палацу, щоб від імені малолітнього сина керувати імперією. Втім під тиском патріарха вимушена була перебратися до монастиря Св. Євфімії в Константинополі, але постриг у черниці виявився недійсним, оскільки перед обрядом Зоя з'їла м'ясо.
Але у 914 році зуміла відсторонити від влади патріарха, який в обмін на збереження свого сану визнав Зою імператрицею та регенткою. Для зміцнення свого становища Зоя спиралася на впливового військовика Льва Фоку Старшого та представників константинопольської бюрократії — патрикія Костянтина Гонгілу та магістра Стефана. Цього вимагала також зовнішня ситуація: від попереднього імператора регентці дісталася важка війна з Болгарією, а у внутрішній — імператорський двір перебував у конфлікті з православною церквою. Для успішного розв'язання болгарської проблеми спочатку візантійці у 915 році завдали поразки арабам на південному Кавказі. Водночас Зоя розірвала заручини між своїм сином-імператором Костянтином VII та донькою болгарського царя Симеона I.
У 917 році візантійські війська зазнали двох важких поразок від болгар — у битвах при Анхіалесі та Катасиртаї. За цих обставин імператриця намагалася спровокувати війну угорців та сербів проти Болгарії. Також продовжувала вести перемовини з ханами печенігів стосовно спільних дій. Але не досягла значних успіхів. При цьому поновилися нападами мусульманських еміратів в Малій Азії та Вірменії, а також в південній Італії. Все це послабило позиції регентки.
У 919 році Зою було повалено в результаті заколоту на чолі із Романом Лакапіном, друнгарієм флоту. Імператрицю було звинувачено у спробі отруїти Лакапіна, тому вона була вимушена повернутися до монастиря Св. Євфімії, де й померла. Дата смерті невідома.
Православний переказ пов'язує з Зоєю диво пояса Пресвятої Богородиці, що зберігався в Халкопратійській церкві.